# Grandvilliers (Oise)
Grandvilliers ist eine französische Kleinstadt mit 2761 Einwohnern (Stand 1. Januar 2022) im Département Oise in der Region Hauts-de-France. Sie gehört zum Arrondissement Beauvais und zum Kanton Grandvilliers.

## Lage
Die Kleinstadt Grandvilliers liegt auf einer waldlosen Ebene ohne oberirdische Fließgewässer, 29 Kilometer nordnordwestlich von Beauvais und 38 Kilometer südwestlich von Amiens. Umgeben wird Grandvilliers von den Nachbargemeinden Sarnois im Norden, Dargies und Sommereux im Nordosten, Cempuis im Osten und Südosten, Halloy im Süden, Briot und Brombos im Südwesten sowie Sarcus im Westen und Nordwesten.

## Bevölkerungsentwicklung
| Jahr                       | 1962 | 1968 | 1975 | 1982 | 1990 | 1999 | 2006 | 2014 | 2021 |
| Einwohner                  | 2118 | 2350 | 2661 | 2690 | 2761 | 2893 | 3060 | 2995 | 2786 |
| Quellen: Cassini und INSEE |      |      |      |      |      |      |      |      |      |

## Sehenswürdigkeiten
- Kirche Saint-Gilles, Monument historique
- Kapelle Saint-Jean des Klosters der „Grauen Nonnen“

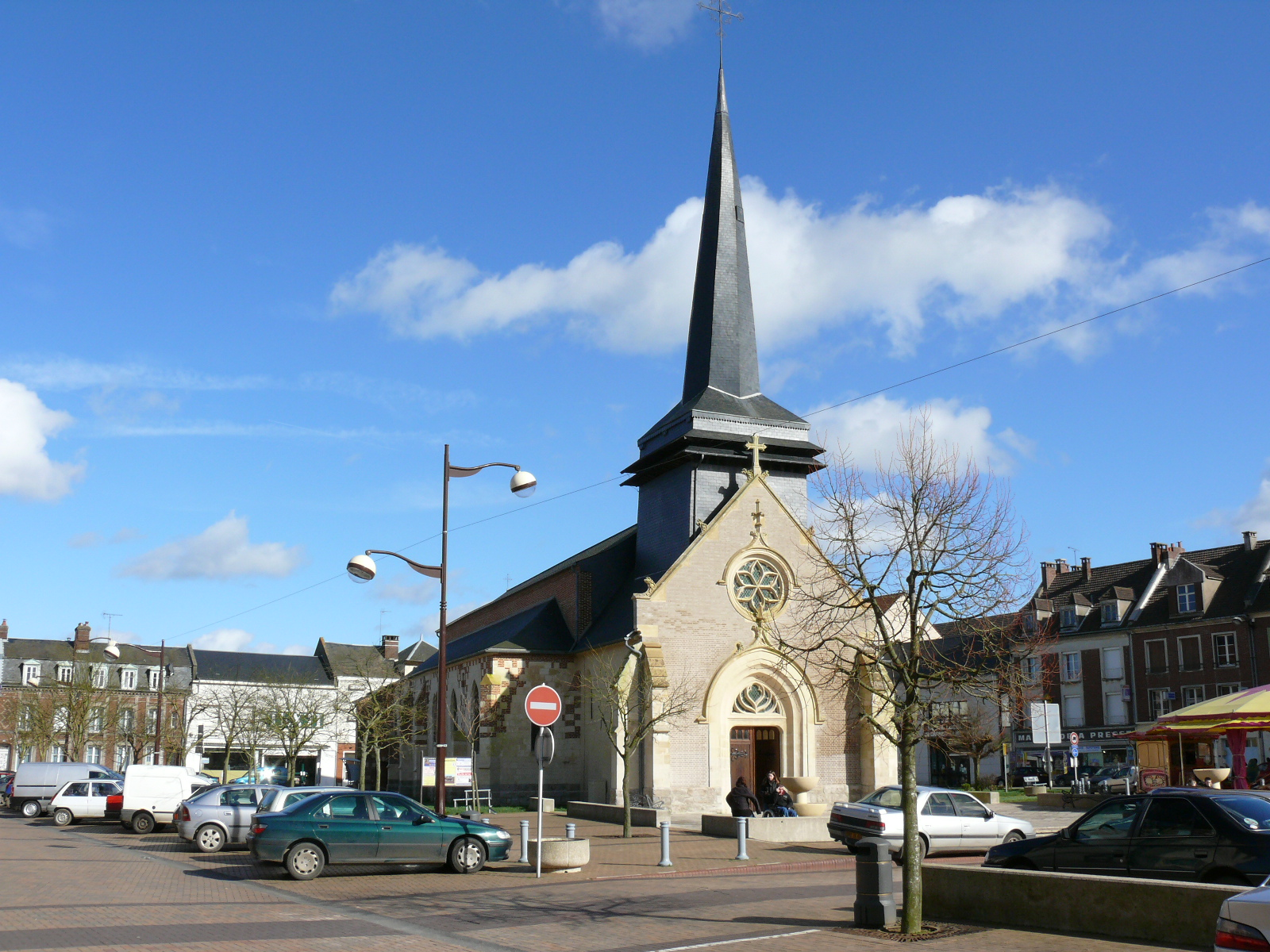
Kirche Saint-Gilles
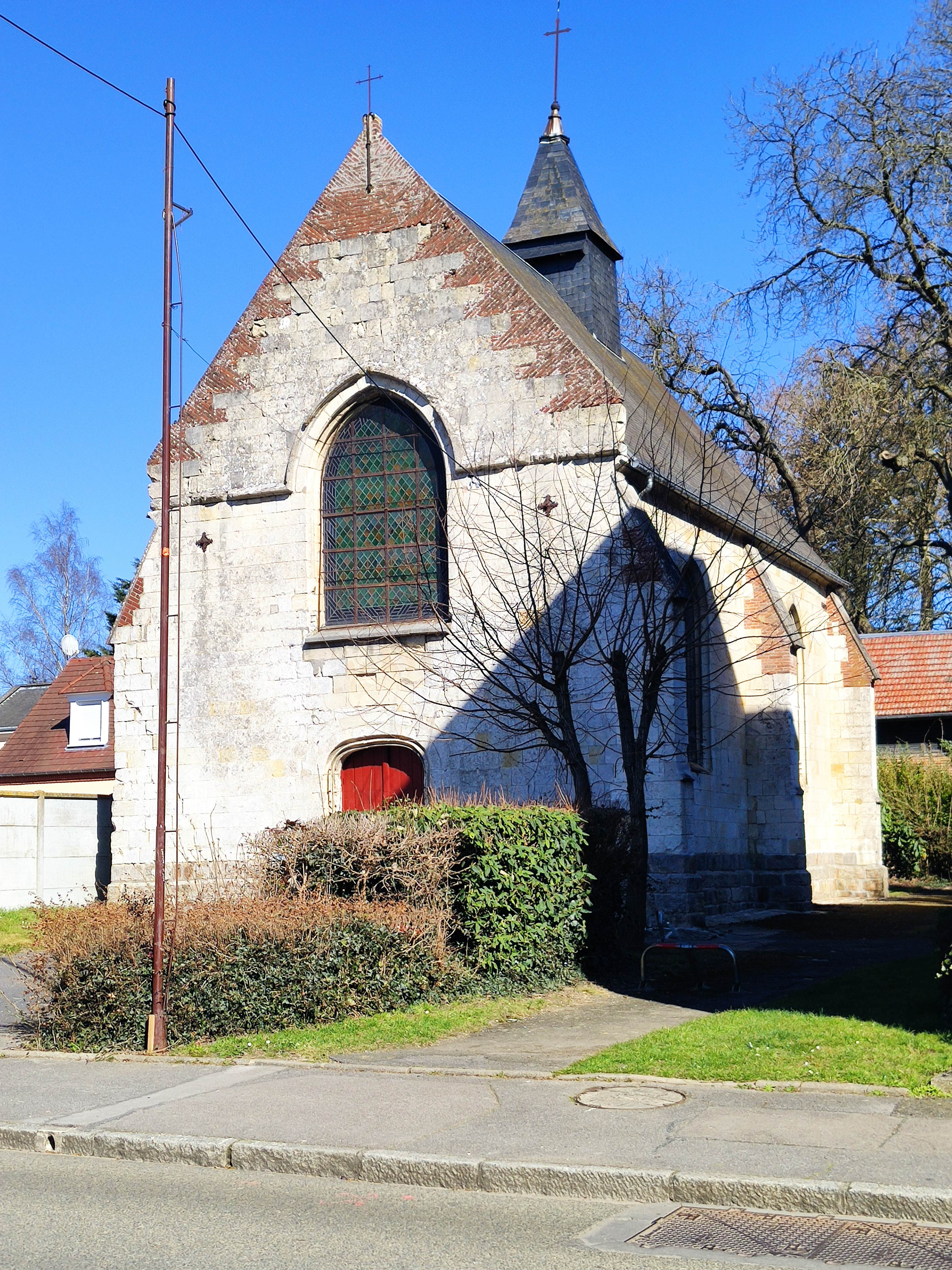
Kapelle Saint-Jean
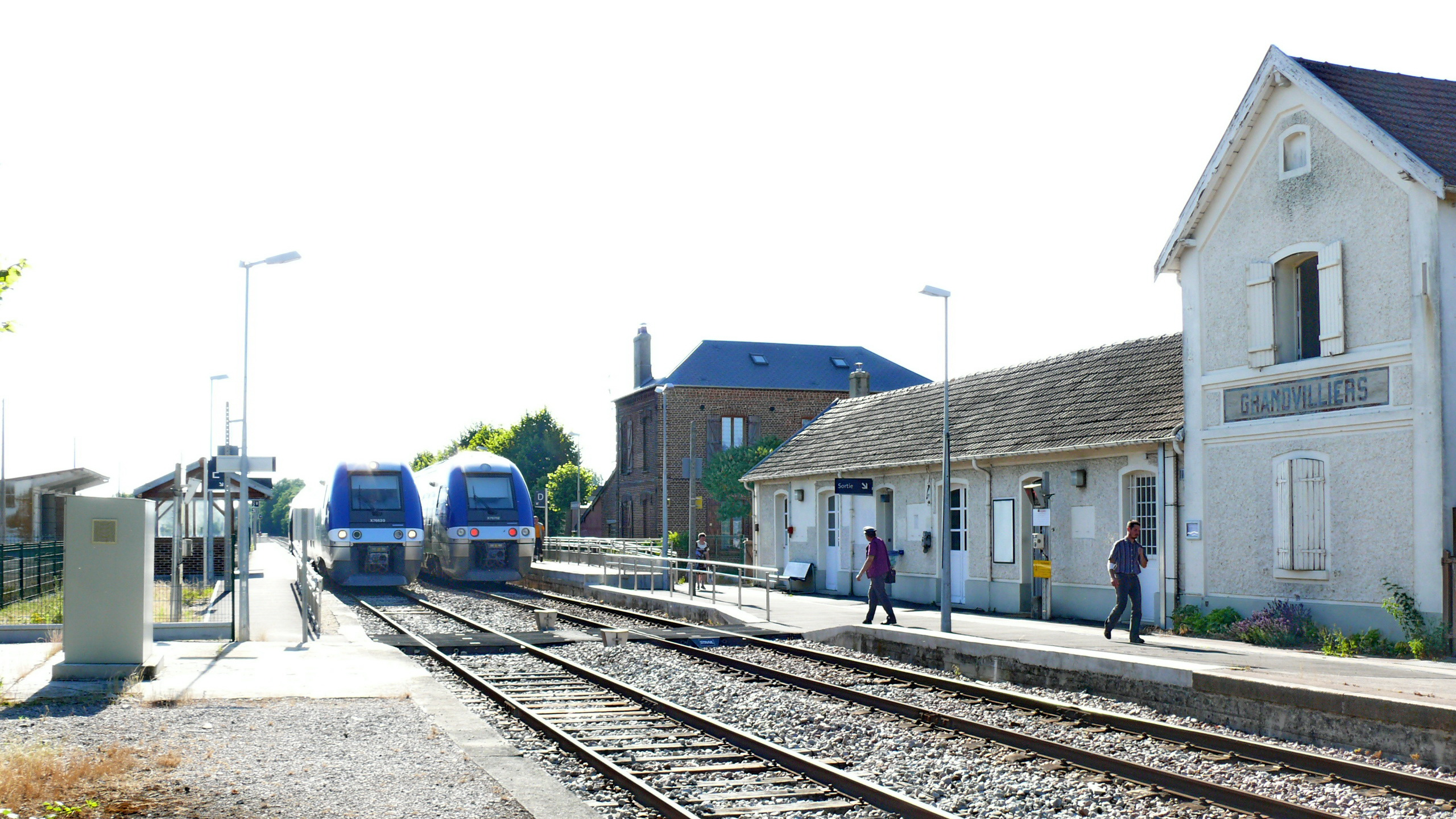
Bahnhof
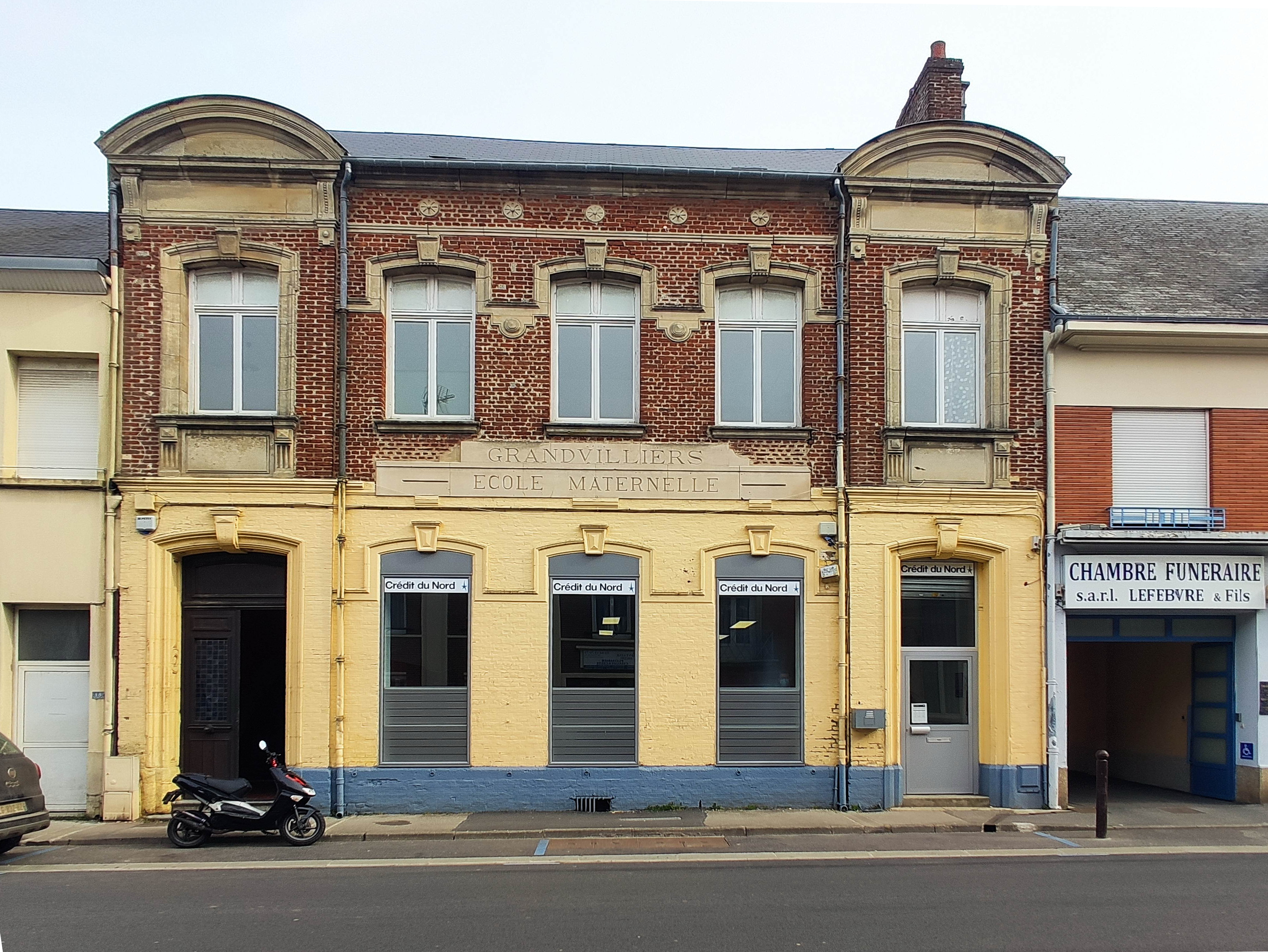
Ehemalige Vorschule
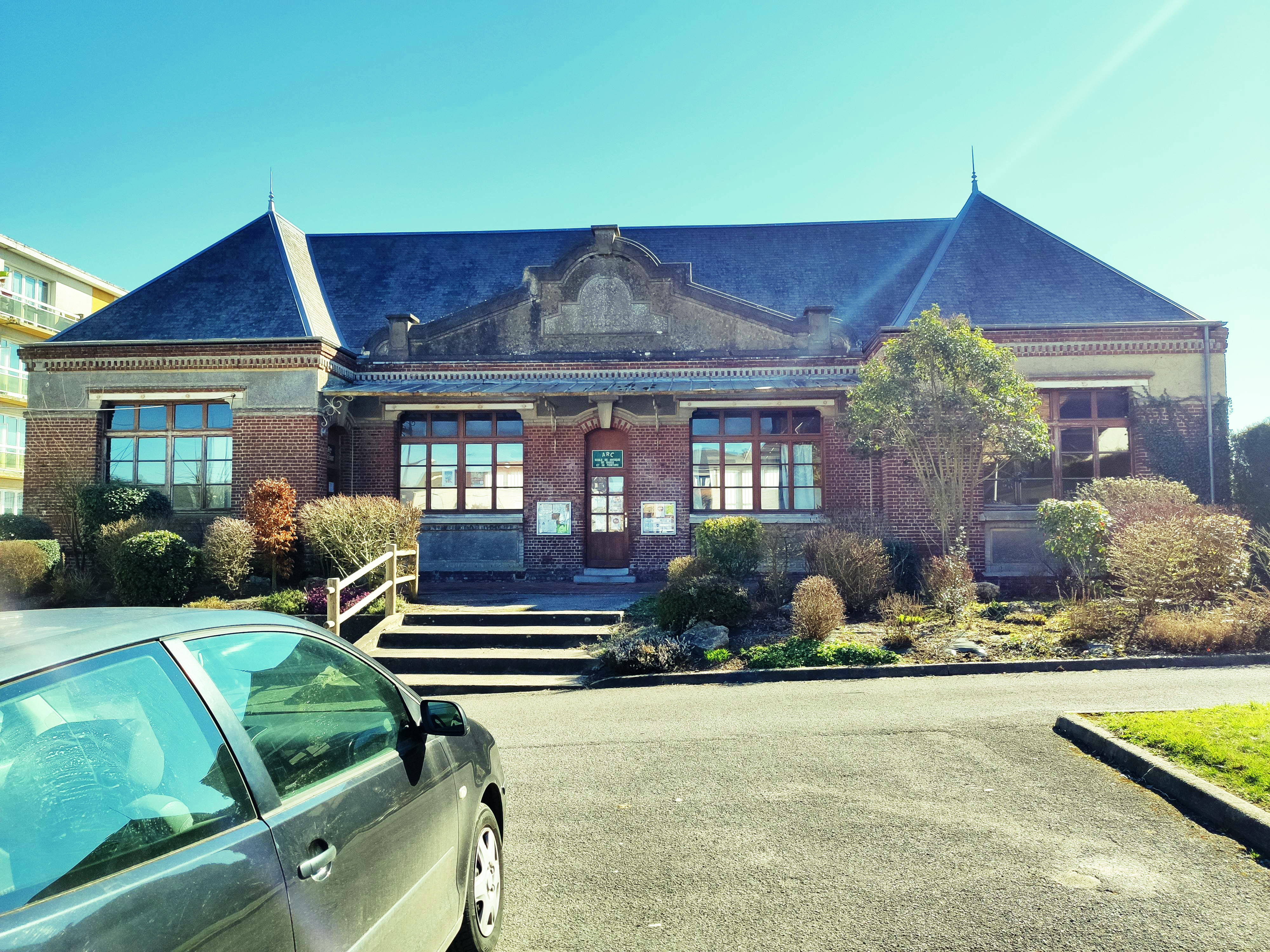
Ehemalige Mädchenschule

## Städtepartnerschaften
- Bockenheim an der Weinstraße (Rheinland-Pfalz, seit 1983)
- Athy (Irland, seit 2004)

## Persönlichkeiten
- Gaston Heuet (1892–1979), Langstreckenläufer, starb in Grandvilliers